# Подводные лодки типа «Кальви»
Подводные лодки типа «Кальви» (итал. Calvi) — серия итальянских подводных лодок времён Второй мировой войны. Проект разработан фирмой «Одеро-Терни-Орландо» (ОТО М), Муджиано, Специя. Стали развитием проекта «Балилла», от которых отличались отсутствием вспомогательного дизеля, большим объемом топливных танков, менее мощной и более экономичной силовой установкой. В итоге дальность хода удалось увеличить, а некоторое изменение обводов корпуса увеличило скорость и остойчивость субмарин. Конструкция двухкорпусная, рабочая глубина погружения 100 м. Число палубных орудий увеличено до двух, а торпедных аппаратов до восьми. Всего было построено 3 лодки, которые вступили в строй 1935-36 гг.
В 1940 году все три лодки этого типа были переведены на базу в Бордо во Франции и начали боевые действия на коммуникациях союзников в Атлантике. ПЛ «Enrico Tazzoli» стала одной из самых результативных итальянских лодок, потопив за 8 боевых походов 19 судов общим водоизмещением 96533 т. В декабре 1941 года эта лодка принимала участие в спасении немецких моряков с рейдера «Атлантис», доставив часть экипажа этого корабля в Сен-Назер.
В 1943 году лодки «Enrico Tazzoli» и «Giuseppe Finci», были переоборудованы в транспортные.

## Список ПЛ типа «Кальви»
| Подводная лодка | Верфь | Спущена на воду | Начало службы | Конец службы                                                         |
| --------------- | ----- | --------------- | ------------- | -------------------------------------------------------------------- |
| Pietro Calvi    | OTO M | 31.3.1935       | 16.10.1935    | потоплена 15.7.42 южнее Азорских островов английским шлюпом Lulworth |
| Giuseppe Finci  | OTO M | 29.6.1935       | 8.1.1936      | захвачена немцами 9.9.43, названа UIT-21. Затоплена в Бордо 25.8.44  |
| Enrico Tazzoli  | OTO M | 14.10.1935      | 18.4.1936     | погибла летом 1943 в Бискайском заливе, причина не известна          |